# 沃爾特·哈根
沃爾特·哈根（1892年12月21日—1969年10月6日），美國職業高爾夫球手，為20世紀上旬高爾夫球界的重要人物。他曾經贏過11次大滿貫賽事，排名在傑克·尼克勞斯（18次）及老虎伍茲（15次）之後，被公認為最偉大的高爾夫球手之一。

## 早年生活
哈根出身自德國裔的工人家庭，他的父親是紐約州羅徹斯特鐵路車廠的技工。哈根在家中排行第二，有4名姊妹。他在孩童時已經開始在羅徹斯特鄉村俱樂部當球僮，賺取每局1毫的工資，有時會獲打賞額外5仙的小費。每逢有機會，哈根都會練習打球，但通常只限於非繁忙時段，正如那時代美國其他球場對球僮的慣例。在知名球手阿爾弗雷德·里基茨的指點下，哈根在青少年時已經球技出眾，開始在俱樂部向會員授課。他在19歲時首次出戰頂級賽事，在加拿大公開賽獲得11名的成績，並在兩年後於美國高爾夫公開賽奪冠。

## 伸延閱讀
- Clavin, Tom. . New York: Simon & Schuster. 2005. ISBN 978-0-7432-0486-6.
- Frost, Mark. . Hyperion. November 3, 2004. ISBN 978-1-4013-0108-8.
- Hagen, Walter; Heck, Margaret Seaton. . Ann Arbor, Michigan: Sports Media Group. November 2004 [1956]. ISBN 978-1-58726-131-2. OCLC 57312685.
- Lowe, Stephen R. . Sports Media Group. August 30, 2004 [2000]. ISBN 978-1-58726-187-9.
- Rapoport, Ron. . Hoboken, New Jersey: John Wiley & Sons. March 16, 2005. ISBN 978-0-471-47372-5.
- Sampson, Curt. . Dallas: Taylor Publishing. 1992. ISBN 978-0-87833-788-0. OCLC 25025891.

## 外部連結
- World Golf Hall of Fame （页面存档备份，存于）
- Walter Hagen's Home
- Detroit Athletic Co. –  Like Gatsby, Michigan golfing legend Hagen lived a glamorous life
- 沃爾特·哈根在互联网电影资料库（IMDb）上的資料（英文）
- 在Find a Grave上的沃爾特·哈根